# وركورة (شبخوسلات)
ورکورة (بالفارسية: ورکوره) هي قرية تقع في إيران في قسم شبخوسلات الريفي. يقدر عدد سكانها بـ 302 نسمة بحسب إحصاء 2016.